# Hildenley
Hildenley var en civil parish från 1866 till 1986 då den blev en del av Amotherby, i grevskapet North Yorkshire, i England. Civil parish var belägen 25 km från York och hade 27 invånare år 1971. Byar nämndes i Domedagsboken (Domesday Book) år 1086, och kallades då Hildingeslei/Ildingeslei.